# Капітоненко Роман Анатолійович
Роман Анатолійович Капітоненко (21 грудня 1981, Вознесенка, Буринський район, Україна) — український боксер-любитель, срібний медаліст чемпіонату світу 2009 року, бронзовий призер чемпіонату Європи 2008 і 2010 років, абсолютний чемпіон України турніру найсильніших боксерів України, що проходив 11 по 16 грудня 2007 року у Кривому Розі. Заслужений майстер спорту України з боксу.